# Affection Place
Affection Place est un groupe de post-punk français, originaire de Lyon, en Rhône-Alpes. Formé en 1978, le groupe est considéré comme représentant de la new wave lyonnaise des années 1970. Qualifié alors de groupe de rock psychédélique moderne, le groupe est connu pour avoir été partie intégrante des groupes rock qui ont fait de Lyon une capitale du Rock à la fin des années 1970. 

## Histoire
Le nom du groupe est une référence à Affection, un titre de Jonathan Richman and the Modern Lovers. Ils sont découverts en première partie de Marquis de Sade, salle Molière à Lyon en 1979.
Le groupe fait la première partie du groupe d'Howard Devoto, Magazine, avec Killdozer et les Garçons à Lyon, Valence et Grenoble en 1980, et joue aux Transmusicales de Rennes le 17 décembre 1980. En 8 février 1981, ils jouent à la salle Molière, font la première partie des Cramps à Bobino à Paris le 6 juin 1981 (avec Modern Guy, celle de Lew Lewis à Annecy, et enfin celle de A Certain Ratio à l'ENTPE le 12 mai 1981.
Le groupe affirme très tôt sa présence sur scène, donnant un soin particulier à ses décors et à l'atmosphère, comptant notamment sur la créativité de son chanteur et peintre Peter Petersen. Lors de leurs concerts, des tableaux abstraits peints par Petersen sont disposés derrière chaque musicien et les micros sont entourés d’une plante verte d'où émerge un unique spot vert, donnant une atmosphère d'aquarium.
Le groupe se sépare en 1981 avant de se reformer en novembre 2018. Le 3 décembre 2019, ils reviennent pour jouer au Rock n' Eat café et publie un album, Affection Place, au label Cameleon Records. 
En 2022, le groupe prend contact avec Dave Formula, claviériste des groupes Magazine et Visage et part en Angleterre enregistrer un album au studio Sweet Factory. Dave Formula produit l'album mais joue également en tant que cinquième musicien sur les 10 titres. Le 13 octobre 2023, le groupe organise un concert au Jack Jack (Bron, 69) pour présenter son album Smouldering Fire, à cette occasion Dave Formula vient d'Angleterre jouer avec eux. L'album sort le 19 janvier 2024.

## Membres
- Peter Petersen — guitare, chant
- Christian Bonnet — batterie
- Tim Petersen (depuis 2018) — basse
- Hamish McKay (depuis 2021) — guitare
- Xavier Galliot (1978-2021) — guitare
- Pierre Leca (1978-1981) — basse

## Discographie
- Démo de 3 titres aux Studios DB de Rennes (non-éditée)
- 1980 : Split, 45 tours promotionnel tiré à 40 exemplaires contenant deux morceaux du groupe Raison pure et deux d'Affection Place (The Baytree of the Night, Hallucination) (réédité en 2018 par Cameleon Records)
- 2019 : Affection Place (album, Cameleon Records)
- 2024 : Smouldering Fire (album 8 titres + CD/digital 8 titres (+2 bonus))